# Maria Cosway
Maria Conway (11. června 1760 Florencie – 5. ledna 1838 Lodi, Lombardie) rozená Hadfield byla italsko-anglická malířka. Pracovala v Anglii, ve Francii a později v Itálii, svým kultivovaným projevem si vytvořila velký okruh přátel. Vystavovala na Royal Academy of Arts v Londýně. Byla první, kdo si objednal portrét Napoleona. Její obrazy a rytiny vystavuje Britské muzeum, Britská knihovna a Newyorská veřejná knihovna. Její tvorba byla zařazena do londýnských výstav v National Portrait Gallery v letech 1995–96 a Tate Britain v roce 2006. Cosway byla také skladatelka, hudebnice a spolu se svým manželem malířem Richardem Coswayem okouzlující společenská hostitelka. V roce 1786 měla krátký romantický vztah s ovdovělým americkým státníkem Thomasem Jeffersonem v době, kdy pobýval v Paříži jako vyslanec. Psali si až do jeho smrti v roce 1826. Maria Cosway založila v Paříži dívčí školu, kterou řídila od roku 1803 do roku 1809. Brzy poté, co byla škola uzavřena, založila v Lodi v severní Itálii katolický klášter a dívčí školu, kterou řídila až do své smrti.

## Životopis

### Dětství v Itálii

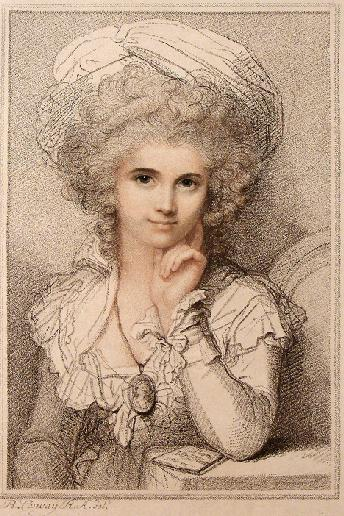
Richard Cosway, Portrét Marie, jeho ženy

Maria Cosway se narodila v roce 1760 ve Florencii v Itálii. Její otec Charles Hadfield pravděpodobně pocházel z anglického Shrewsbury, její matka byla Italka. Otec se stal úspěšným a bohatým hostinským v Livornu. Hadfieldovi provozoval tři hostince v Toskánsku, podniky navštěvovali britští aristokraté na jejich kavalírské cestě. Maria byla jednou z jejich osmi dětí. Už v dětství během svého vzdělávání v římskokatolickém konventu prokázala umělecké nadání. Celý život zůstala oddanou katoličkou.
Čtyři z Hadfieldových dětí zabila duševně nemocná chůva. Její počínání bylo odhaleno poté, co byl zaslechnut její plán na zavraždění Marie. Chůva tvrdila, že její mladé oběti poté, co je zabila, přijdou rovnou do nebe. Byla odsouzena na doživotí. Maria, její bratři Richard a George a mladší sestra Charlotte řádění chůvy přežili.
Po smrti jejího otce Maria toužila stát se jeptiškou. O tři roky později cestovala se svou matkou do Anglie; v roce 1779 se obě usadily v Londýně.
Její bratr George Hadfield se stal architektem a navrhl Arlington House ve Virginii. V roce 1852 zdědil po svém tchánovi tento dům generál Robert Edward Lee, známý jako generál Konfederace během americké občanské války.

### Raná kariéra
Ve Florencii Maria Hadfield studovala umění u italské malířky Violanty Beatrice Siries, provdané Cerroti a německého neoklasického malíře Johanna Zoffanyho. V letech 1773 až 1778 kopírovala obrazy starých mistrů v galerii Uffizi. Za svou práci byla v roce 1778 zvolena do Academia del Disegno ve Florencii. Odcestovala do Říma, kde studovala u Pompea Batoniho. Také studovala u Antona Raphaela Mengse, Henryho Fuseliho a Josepha Wrighta of Derby.
V roce 1768 byly mezi členy Royal Academy of Arts v Londýně dvě umělkyně, Angelica Kauffmanová a Mary Moser. Kauffmannová pomohla Marii Hadfield účastnit se výstav Academie. V roce 1781 Maria vystavovala poprvé a vystavila následující své tři práce: Rinaldo, Kreúsa se zjevuje Aeneasovi (rytý mezzotint V. Green) a Like patience on a monument smiling at grief. Maria Hadfield pokračovala v kariéře úspěšné malířky mytologických scén.

### Svatba a společenský úspěch

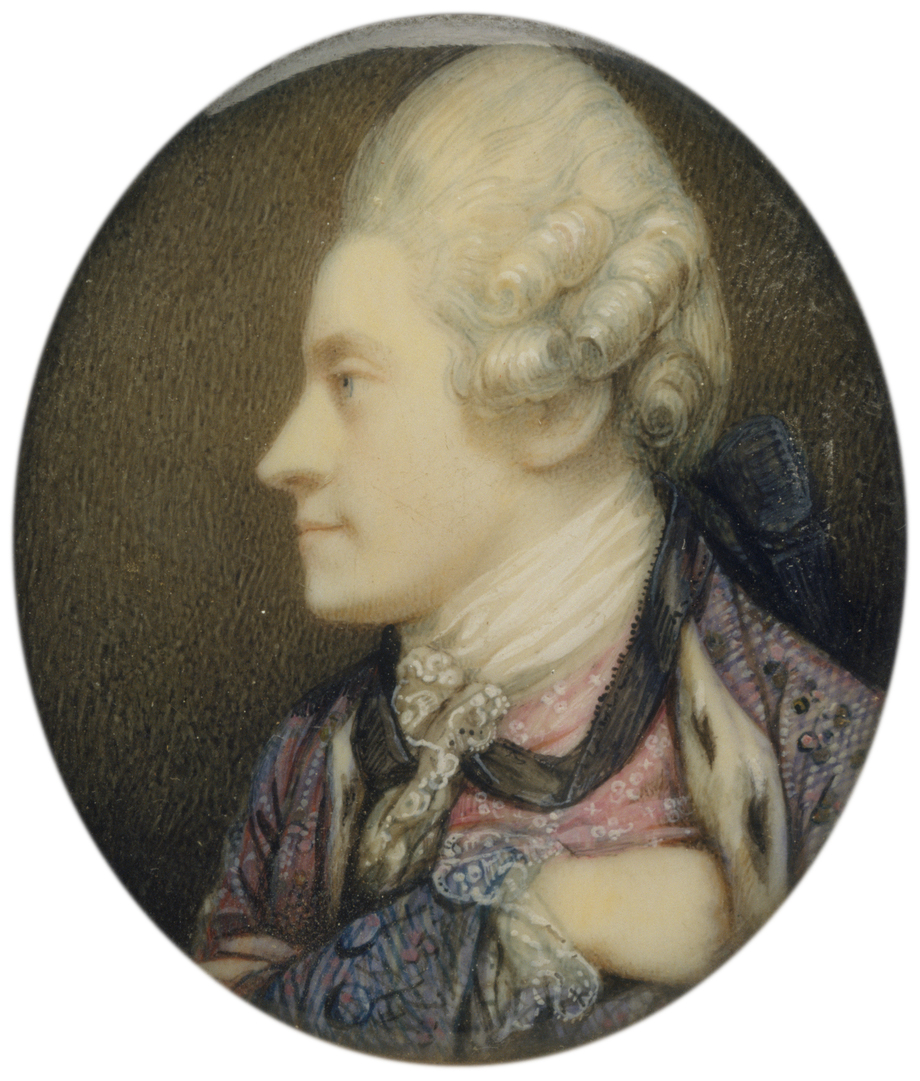
Richard Cosway, Autoportrét, miniatura, kolem roku 1770

Dne 18. ledna 1781 se Maria Hadfield provdala za uměleckého kolegu a slavného malíře portrétů Richarda Coswaye. Sňatek měl Marii přinést pohodlný život v manželství, nebyl to sňatek z velké lásky. Richard byl o dvacet let starší a byl to známý libertin. Marii byl opakovaně nevěrný. Richard byl „běžně popisován jako muž, připomínající opici“.
Její italské chování bylo Richardovi tak cizí, že Marii držel v ústraní dokud plně neovládla anglický jazyk. Také zakázal své ženě malování, možná ze strachu z klepů, které obklopovaly ženy malířky. Její Self-Portrait with Arms Folded (Autoportrét se založenýma rukama) je vnímán jako reakce na toto omezení její práce, její složené paže působí jako výraz její nemožnosti pracovat. Časem si však Richard uvědomil talent své ženy a pomohl jí jej rozvíjet. Od roku 1781 do roku 1801 bylo na Royal Academy of Arts (Královské akademii umění) vystaveno více než 30 jejích děl. Brzy si upevnila pověst umělkyně, zejména když byl vystaven její portrét vévodkyně z Devonshiru jako Cynthie z The Faerie Queene od Edmunda Spensera. Mezi její osobní přítelkyně patřila baronka Sarah Lyttelton (rozená Spencer), která byla vychovatelkou Edwarda VII. a manželkou Williama Lytteltona, 3. barona Lyttelton, anglická sochařka, hraběnka z Aylesbury Anne Seymour Damer (rozená Conway), Lady Cecilia Johnstonová, manželka generála britské armády Jamese Johnstona a Anne Townshend, markýza z Townshendu.
V roce 1784 se manželé přestěhovali do prominentního domu Schomberg House na Pall Mall v Londýně a otevřeli módní salon pro londýnskou smetánku. Richard byl dvorním malířem prince z Walesu a Maria vystupovala jako společnice a skvělá hostitelka umělců, členů královské rodiny včetně prince, politiků včetně Horace Walpoleho, také amerického politika Gouverneura Morrise a Jamese Boswella. Maria uměla hovořit několika jazyky a díky svým cestám po Itálii a Francii si získala mezinárodní okruh přátel. Mezi ně patřila Američanka Angelica Schuyler Church a umělec John Trumbull. Maria Cosway pořádala pro své hosty koncerty a recitály. Stala se známá jako "bohyně Pall-Mall".
Richard a Maria měli spolu jedno dítě, Louisu Paolinu Angelicu. Manželé se ovšem časem rozešli. Maria často cestovala na kontinent, při jedné příležitosti za doprovodu Luigiho Marchesiho, slavného italského kastráta. (Richard Cosway namaloval jeho portrét, který byl poté vyryt Luigim Schiavonettim roku 1790). Zároveň Richard neskrýval svůj poměr s Mary Moserovou, se kterou cestoval šest měsíců. Ve svých zápiscích provedl „nevděčné srovnání mezi ní a paní Coswayovou“, což naznačuje, že Mary byla mnohem více sexuálně založená než jeho manželka.
Když Maria pobývala ve francouzském Lyonu, vydala se na pouť do svatyně Panny Marie v Loretu. Tím plnila slib, který učinila po porodu živého dítěte. Když cestovala po kontinentu, její dcera zemřela.

## Práce s Napoleonem

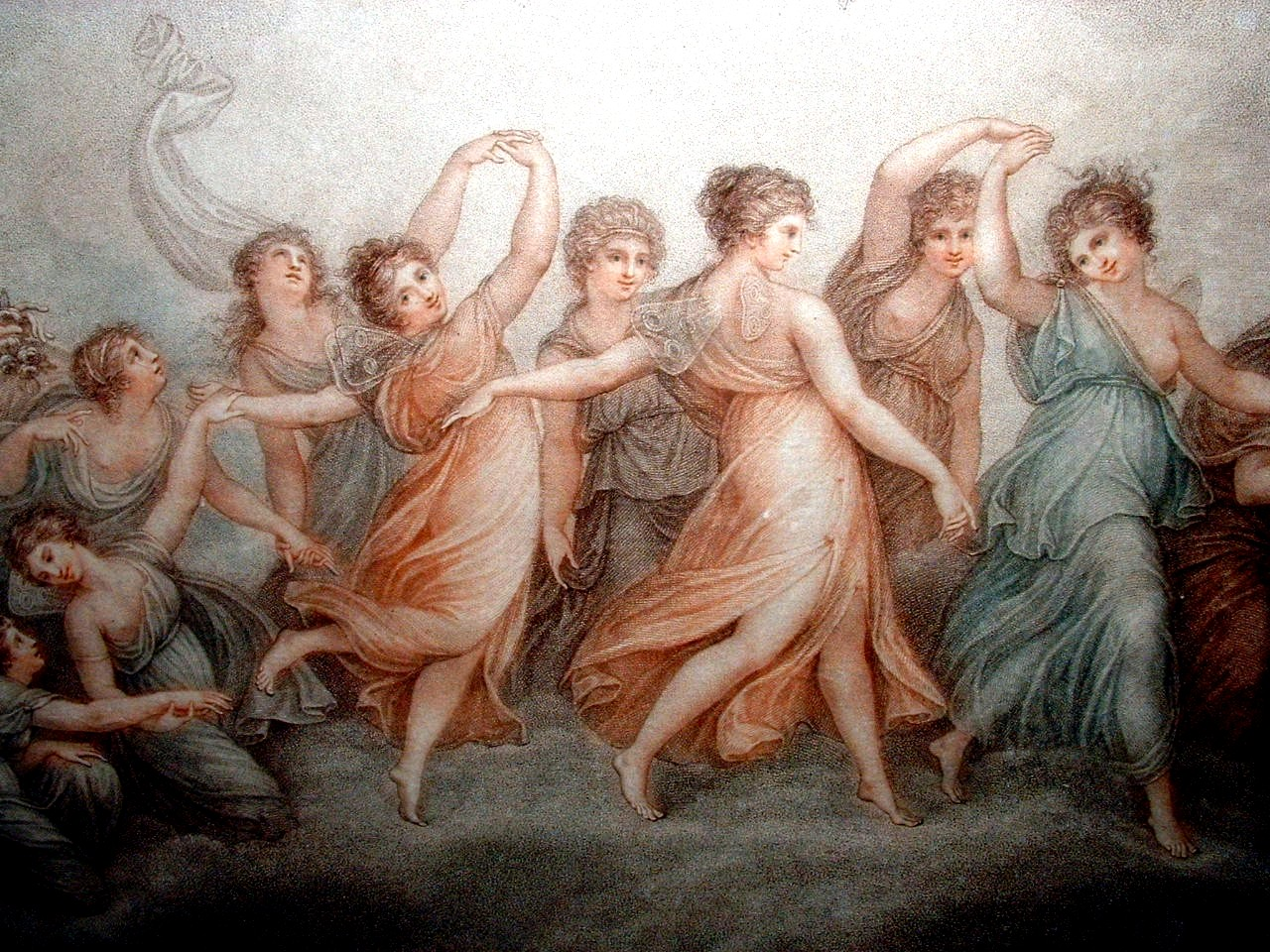
Rytina Francesca Bartolozziho malby Marie Cosway The Hours, kterou Jacques-Louis David popsal jako „geniální“

Po celé toto období Cosway oživovala mezinárodní kontakty ve světě umění. Maria poslala svůj obraz The Hours, (podle kterého vytvořil Francesco Bartolozzi slavnou rytinu) svému příteli francouzskému malíři Jacques-Louis Davidovi. Ten jí odpověděl: „Žádný člověk nemohl vytvořit geniálnější a zároveň přirozenější poetické dílo“. Cosway se stala známou po celé Francii a měla zákazníky z celého kontinentu.
Cosway také projevila zájem o francouzskou politiku. V roce 1797 bydlela na Oxford Street v Londýně. Pověřila umělce Francesca Cossii, aby namaloval portrét Napoleona. Byl to pravděpodobně první obraz Napoleona, který Anglie spatřila. Cosway tak může být vůbec první osobou v Británii, která spatřila Napoleonovu tvář. Její zakázka na vytvoření portrétu byla později nazvána „prvním zaznamenaným důkazem britského obdivu k Napoleonovi“. Později portrét získal architekt Sir John Soane a obraz je vystaven v Breakfast Room v "Sir John Soane's Museum" v Londýně.
Během svého pobytu v Paříži mezi lety 1801 a 1803, Cosway kopírovala v Louvru obrazy starých mistrů aby je bylo možno publikovat v Anglii jako lepty. Po smrti své dcery tento projekt ukončila.
Maria Cosway se setkala s Napoleonem při kopírování obrazu Paula Delaroche Napoleon Crossing the Alps (Napoleon překračující Alpy) jejím přítelem Davidem. S Napoleonovým strýcem kardinálem Josephem Feschem se stali blízkými přáteli. Během jednání o míru v Amiens ( smlouva z 25. března 1802, která dočasně ukončila konflikt mezi Francií a Spojeným královstvím) umožnila britským návštěvníkům prohlídku kardinálovy umělecké sbírky. Jeden historik poukázal na to, že její obdiv k Napoleonovi mohl být inspirován jejím tehdejším milencem Pasqualem Paolim, korsickým generálem v exilu v Londýně, který byl Napoleonovým spolupracovníkem.

### Vztah s Thomasem Jeffersonem

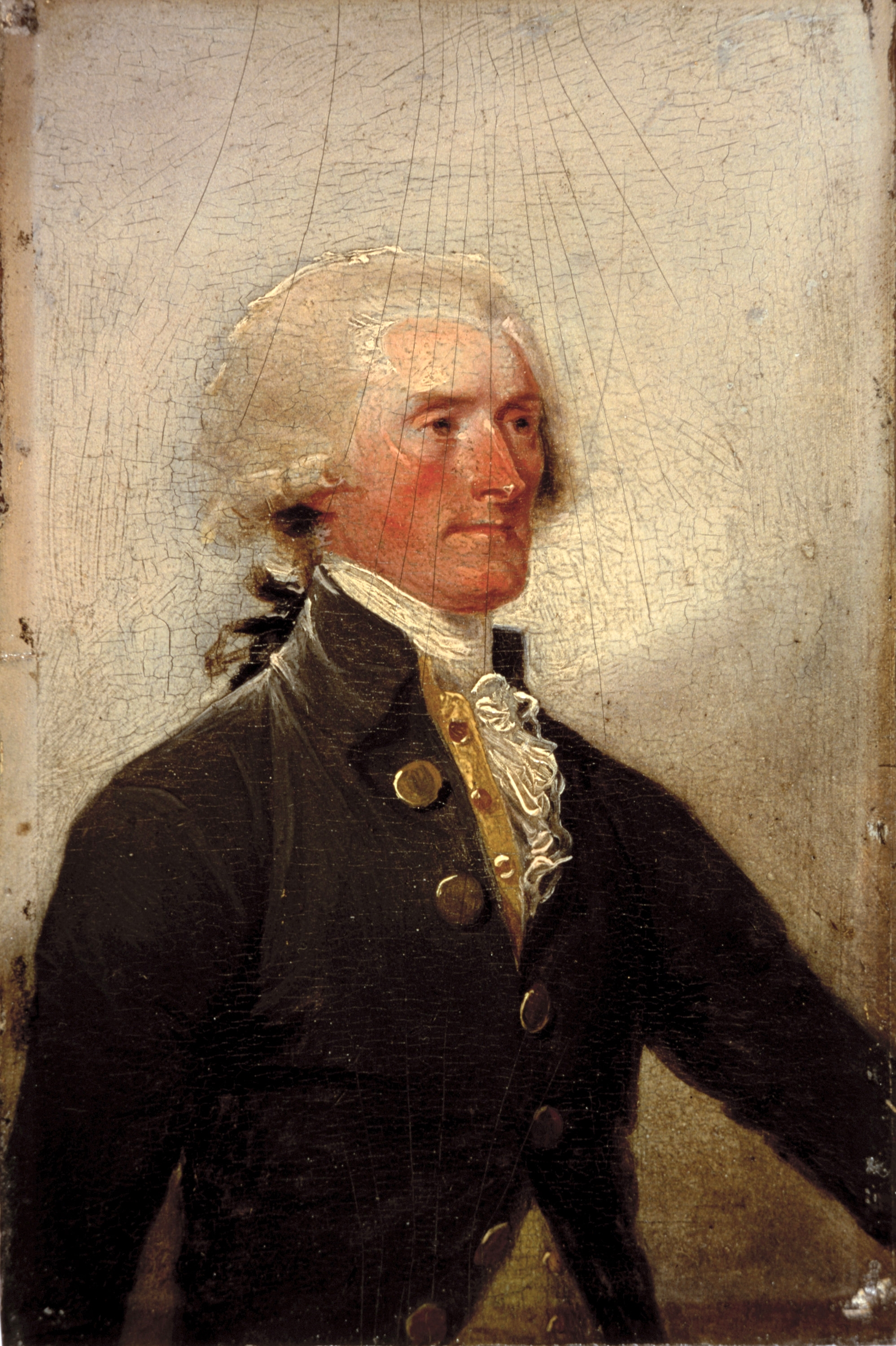
Thomas Jefferson, 1788, autor malby: John Trumbull. Maria si po svém pobytu v Paříži se svým intimním přítelem psala po zbytek svého života.

Na trhu s obilím (Halles aux Bleds) v Paříži, v srpnu 1786, představil americký malíř John Trumbull Coswayovou Thomasi Jeffersonovi. Tomu bylo v té době 43 let, byl vdovec a ve Francii působil jako vyslanec. Marii bylo 27 let. Jefferson měl v plánu při večeři se svým společníkem řešit obchodní otázky. Místo toho strávil večer s Marií v Palais Royal.
Coswayová a Jefferson sdíleli společný zájem o umění a architekturu; společně se zúčastňovali výstav po celém městě i na venkově. O jejich dobrodružstvích napsal: „Jak krásná byla všechna místa! Pont du Neuilly, kopce podél Seiny, duha nad Marly, terasy Saint Germain, zámky, zahrady, sochy v Marly, pavilon Louveciennes... Večer, když jsme probírali zážitky celého dne, jaké množství štěstí jsme zažili během našich cest! Během šesti týdnů, si Jefferson k Marii vytvořil romantický vztah, vídal se s ní každý den.
Na naléhání manžela se Coswayová vrátila do Londýna. Jefferson jí zaslal milostný dopis se čtyřmi tisíci slov: „Dialog hlavy a srdce“ datovaný 12. – 13. října 1786. Píše, že jeho hlava bojuje s jeho srdcem - boj mezi praktickým a romantickým.
Literární historici naznačují, že Jefferson byl v tomto čase svého života obzvláště citově zranitelný. Jeho žena Martha Jeffersonová zemřela před čtyřmi lety; právě se dozvěděl o smrti své nejmladší dcery Lucy; a jeho další dvě dcery byly pryč ve škole. Někteří říkají, že Coswayová začala pociťovat sílící cit k Jeffersonovi, ale po návratu do Paříže, když se s ním opět setkala, zjistila, že se jí vzdaluje.
Oddaná katolička, která nechtěla mít děti, se obávala těhotenství. Někteří historici se domnívají, že kromě korespondence se vztah dále nerozvíjel. Protože Jefferson byl velmi diskrétní, nikdo neví s jistotou jakého rozsahu byl jejich vztah. Jefferson ji nakonec přestal psát. Ona ho znovu kontaktovala a jejich obnovená korespondence pokračovala až do jeho smrti. Historici jako například Andrew Burstein jsou toho názoru, že Jeffersonův vztah k Marii byl spíše romantický, u Coswayové to bylo naopak, převažoval umělecký cit nad rozumem. Jejich korespondence je oba přežila. Než Jefferson odcestoval z Paříže, napsal jí: „Jdu do Ameriky a vy jdete do Itálie. Každý z nás se ubírá jiným směrem. Obě cesty jsou špatné, protože nás od sebe vzdalují."
Cosway představila Jeffersona své přítelkyni Angelice Schuyler Church, švagrové dalšího amerického politika Alexandra Hamiltona. Angelica udržovala korespondenci s Jeffersonem i s Coswayovou. Její korespondence s nimi je uložena v archivu University of Virginia.
Cosway a Jefferson si vzájemně vyměnili své portréty. Jefferson vlastnil rytinu Luigi Schiavonettiho podle portrétu Marie, který vytvořil její manžel. John Trumbull byl pověřen Marií aby pro ni nechal namalovat portrét Jeffersona, který se dostal do vlastnictví italské vlády. Obraz byl později představen jako součást výstavy Smithsonova institutu. Po ukončení výstavy pořádané na oslavu dvoustého výročí americké revoluce, Itálie věnovala obraz americké vládě. Obraz nyní visí v Bílém domě.

### Pozdější život
Cosway se nakonec vrátila na kontinent, cestovala se svým bratrem Georgem Hadfieldem po Itálii. Na severu Itálie žila tři roky. Po smrti své dcery, která zemřela v deseti letech, se vrátila do Anglie. Soustředila se na malování a dokončila několik náboženských obrázků pro kaple.
Přesto že pokračovala válka Napoleona s Anglií, Cosway odcestovala do Francie. V Paříži ji kardinál Joseph Fesch přesvědčil, aby založila kolej pro mladé dámy, kterou řídila od roku 1803 do roku 1809. Don Luigi Melzi, vévoda z Lodi ji pozval do Itálie, aby v Lodi (poblíž Milána) zřídila konvent a katolickou školu pro dívky. Až do své smrti v roce 1838 řídila Collegio delle Grazie v severní Itálii.
V roce 1821 se Maria Cosway krátce vrátila do Anglie postarat se o svého nemocného manžela. Po jeho smrti s pomocí svého přítele anglického architekta Sira Johna Soana vydražila Richardovu velkou uměleckou sbírku a použila tyto prostředky na podporu klášterní školy.
V dopise Jeffersonovi (nyní v majetku University of Virginia) truchlila Cosway nad ztrátou společných starých přátel po smrti Angeliky Schuyler Church. Jako pocta Angelice navrhla Coswayová na stropě chrámu namalovat obraz Three Graces (Tři grácie) obklopující jméno její přítelkyně. V červnu 1826 napsala italskému rytci Giovannimi Paolu Lasiniovi, jenž byl synem rytce Carla Lasinia. Respektovala zveřejnění kreseb svého manžela ve Florencii.
Maria Cosway zemřela v roce 1838 ve své škole v Lodi. Mezi její odkazy bylo jeden pro Charlotte Jonesovou, která byla studentkou jejího manžela, ale na konci jejího života jí selhal zrak.

## Sbírky
Ve sbírce Britského muzea jsou rytiny Marie Cosway, které vytvořila podle obrazů starých mistrů v Louvru. Dva z jejích obrazů, které se vztahují k básni Marie Robinson byly získány New York Public Library. Byly zahrnuty do výstavy Gothic Nightmares: Fuseli, Blake and Romantic Imagination, pořádané galerií Tate v roce 2006.
V roce 1995 do roku 1996 uspořádala National Portrait Gallery v Londýně výstavu nazvanou "Richard a Maria Cosway: Regency Artists of Taste and Fashion", která představila 250 jejich děl.

## Dílo
Hlavní práce Marie Cosway vystavené na Královské akademii a později ryté jsou:
- Clytie (rytina: V. Green)
- The Descent from the Cross (V. Green)
- Astrea instructing Arthegal (V. Green)
- The Judgment on Korah, Dathan, and Abiram (S. W. Reynolds)
- A Persian (Emma Smith)
- H.R.H. the Princess of Wales and the Princess Charlotte, autor: S. W. Reynolds
- The Hours, autor: Francesco Bartolozzi
- Lodona, autor: Francesco Bartolozzi
- The Guardian Angel, autor: S. Phillips
- Going to the Temple, autor: Peltro William Tomkins
- The Birth of the Thames, autor: Tomkins
- Creusa appearing to Aeneas, autor: V. Green
- The Preservation of Shadrach, Meshac, and Abednego, autor: W. S. Reynolds
- Louis VII, King of France, before Becket's Tomb, autor: W. Sharp.

Maria Coswayová nakreslila The Progress of Female Dissipation a The Progress of Female Virtue, publikované v roce 1800. Také vydala sérii 12 kreseb, nazvaných The Winter's Day za přispění Johna Boydella pro jeho Boydell Shakespeare Gallery a pro Charlese Macklina Poets. Její lepty byly publikovány ve velkém foliovém formátu s názvem Gallery of the Louvre, represented by etchings executed solely by Mrs. Maria Cosway, with an Historical and Critical Description of all the Pictures which compose the Superb Collection, and a Biographical Sketch of the Life of each Painter, by J. Griffiths, &c., (1802). Některé další její lepty jsou v majetku British Library.